# حميدي (قبيلة)
الحمايدية أو الحميدية (بالكردية: Hevêdî)، كانت قبيلة كردية من اتحاد شرباني القبلي الكردي في العصور الوسطى. الذين سكنوا مناطق الجزيرة وزوزان.

## التاريخ

### التاريخ المبكر
تم ذكر قبيلة الحميدي لأول مرة من الجغرافي العربي ابن حوقل في القرن التاسع. ويذكر أن قبيلة الحميدية مع قبيلتي الهذبانية واللرية الكرديتين كانت لها مرعاها الشتوي في منطقة الجزيرة. ثارت قبيلة الحميدية مع الهذباني والداسنية ضد الحكم الحمداني في عام 906 م.
كان باذ دستك، مؤسس إمارة المروانية، زعيم قبيلة الحميدية.

### إمارة المروانية
باذ دستك كان زعيم قبيلة الحميدية. الذي ورث المجال من والده، دوستك جهربوتي. كان باذ قائدًا لفرقة حربية. في عام 978، بدأ باد في توسيع نطاق سيطرته إلى الشمال والغرب. استولى على موش، وأخلاط، وملاذ كرد، وإركيش، ومرادية، وتارون من الرومان. وفي عهد المروانيين، اكتسبت قبيلة الحميدية السيادة بين القبائل الكردية الغربية. حتى بعد سقوط إمارة المروانيين، استمرت القبيلة.

### الحميديون في عقرة
الوقت المحدد الذي أصبحت فيه قبيلة الحميدية مهيمنة على عقرة غير معروف، على الأرجح في أوائل القرن العاشر. بسبب سيطرة قبيلة الحميدية على عقرة، أُطلق على المدينة اسم عقر الحميدية.
كانت إمارة عقرة الحميدية حليفة لإمارة أربيل الهذبانية. في عام 1048 م، اختلف الأكراد الهذبانيون والحميديون مع قرواش، الحاكم العقيلي للموصل. وكان حاكم عقر أبو الحسن بن عيسكان الحميدي، وكان حاكم أربل أبو الحسن بن مساك الهذباني. وكان للأخير أخ اسمه أبو علي بن مساك، ساعده أبو الحسن الحميدي في الاستيلاء على ممتلكات أخيه. وقد فعل ذلك أثناء وجود قرواش في العراق. وعند عودته تدخل الأخير في شؤون البلاد وسجن الحميدي. وانتهت تدخلاته بالفشل وبقي نفس الحكام في السلطة في عقر وأربيل.

### العصر الزنكي
عندما تولى عماد الدين الزنكي السلطة، أعطى الزعيم الحميدي وحاكم عقرة وقلاع الشوش عيسى الحميدي الولاء لعماد الدين الزنكي. وعندما حاصر الخليفة العباسي الموصل في يوليو/تموز 1133 لمدة ثمانين يومًا، انشق عيسى الحميدي إلى الجانب العباسي. لكن الحصار فشل، فأرسل عماد الدين الزنكي حملة ضد الأكراد الحميديين كنوع من العقاب. بعد قتال طويل، نجح الزنكيون في إخضاع الحميديين في عقرة والمناطق المحيطة بها.

## فرقة الحميدية العسكرية
كانت الكتيبة العسكرية القبلية الحميدية أقل بروزًا من النخب العسكرية القبلية الكردية الأخرى داخل السلطنة الأيوبية. ربما كان عددهم حوالي 1000 جندي. وفقًا لجيمس، فمن المحتمل أن قبيلة الحميدية انضمت إلى الأيوبيين فقط أثناء حملة صلاح الدين ضد الأتباع في الموصل في عام 1182 م. ووصف الأصفهاني الفرقة الحميدية في الجيش الأيوبي بقوله:
إن الحميدية خبراء جديرون بالثناء في القتال والحرب.

## العلاقة مع القبائل الكردية الأخرى
كانت قبيلة الحميدية على علاقة طويلة الأمد مع جيرانها الأكراد الهذبانيين والبشناوية، حيث ارتبط كل من الحميدي والهذبانيين بالأيوبيين.

## شخصيات بارزة
- أبو الحسن الحميدي، حوالي عام 1048، حاكم إمارة عقرة الحميدية
- عيسى الحميدي، ج؟ -1134، حاكم إمارة عقرة الحميدية
- باد دستك مؤسس الدولة المروانية
- نصير الحميدي (توفي سنة 1190م)، قائد فرقة الحميدية في الجيش الأيوبي
- محمد شهاب الدين العقري العدوي، فقيه القرن الثاني عشر، ينتمي إلى الطريقة العدوية.